# UFC Fight Night: Evans vs Salmon
UFC Fight Night: Evans vs. Salmon (noto anche come UFC Fight Night 8) è stato un evento di arti marziali miste organizzato dal Ultimate Fighting Championship il 25 gennaio 2007 al Seminole Hard Rock Hotel and Casino a Hollywood, Florida. 
È stato trasmesso in diretta negli Stati Uniti e nel Canada su Spike TV.

## Retroscena
Questa carta rappresentava il debutto in UFC del PRIDE e del veterano di Hero's, Heath Herring.  Originariamente previsto per la carta principale era un incontro tra i concorrenti dei pesi medi Nate Marquardt e Dean Lister; si ritiene che Spike TV abbia influenzato l'eventuale decisione di rimuovere l'incontro dalla carta principale.

## Risultati

### Card preliminare
- Incontro categoria Pesi Welter:  Rich Clementi contro  Ross Pointon

Clementi sconfisse Pointon per sottomissione (strangolamento da dietro) a 4:53 del secondo round.
- Incontro categoria Pesi Leggeri:  Din Thomas contro  Clay Guida

Thomas sconfisse Guida per decisione unanime (29-28, 29-28, 29-28)
- Incontro categoria Pesi Medi:  Ed Herman contro  Chris Price

Herman sconfisse Price per sottomissione (armbar) a 2:58 del primo round
- Incontro categoria Pesi Welter:  Josh Burkman contro  Chad Reiner

Burkman sconfisse Reiner per decisione unanime (29-28, 29-28, 30-27).
- Incontro categoria Pesi Medi:  Nate Marquardt contro  Dean Lister

Marquardt sconfisse Lister per decisione unanime (30-27, 30-25, 30-25).

### Card principale
- Incontro categoria Pesi Leggeri:  Hermes França contro  Spencer Fisher

França sconfisse Fisher per TKO (pugni) a 4:03 del secondo round.
- Incontro categoria Pesi Massimi :  Jake O'Brien contro  Heath Herring

O'Brien sconfisse Herring per decisione unanime (29-28, 30-27, 30-27).
- Incontro categoria Pesi Mediomassimi:  Rashad Evans contro  Sean Salmon

Evans sconfisse Salmon per KO (calcio alla testa) a 1:06 del secondo round.